# Philippsheim
Philippsheim är en kommun och ort i Eifelkreis Bitburg-Prüm i förbundslandet Rheinland-Pfalz i Tyskland.
Kommunen ingår i kommunalförbundet Verbandsgemeinde Speicher tillsammans med ytterligare åtta kommuner.